# Тиран-щебетун
Тиран-щебетун (Corythopis) — рід горобцеподібних птахів родини тиранових (Tyrannidae). Представники цього роду мешкають в Південній Америці .

## Таксономія і систематика
Молекулярно-генетичне дослідження, проведене Телло та іншими в 2009 році дозволило дослідникам краще зрозуміти філогенію родини тиранових. Згідно із запропонованою ними класифікацією, рід Тиран-щебетун (Corythopis) належить до родини Пікопланові (Rhynchocyclidae), підродини Тиранчикомухолюбних (Pipromorphinae). До цієї підродини систематики відносять також роди Тиранчик (Phylloscartes), Тиран-інка (Leptopogon), Каполего (Pseudotriccus) і Тиранчик-мухолюб (Mionectes). Однак більшість систематиків не визнає цієї класифікації.

## Види
Виділяють два види:
- Тиран-щебетун північний (Corythopis torquatus)
- Тиран-щебетун південний (Corythopis delalandi)

## Етимологія
Наукова назва роду Corythopis походить від слова дав.-гр. κορυθων — жайворонок.